# Ziegenmarkt (Bremen)
Der Ziegenmarkt ist ein kleiner Platz in Bremen im Stadtteil Östliche Vorstadt im Ortsteil Steintor, umgangssprachlich im sogenannten Viertel. 
Die am Platz befindlichen Straßen wurden benannt als Vor dem Steintor nach dem früheren Steintor am Dobben (bis 1870 noch Steintorsteinweg), Römerstraße von 1868 nach den Römern, Wielandstraße von 1868 nach dem Dichter Christoph Martin Wieland, Friesenstraße von 1863 nach dem Stamm der Friesen und Helenenstraße seit dem 19. Jahrhundert der Prostitution dienende Straße, 1874 benannt nach der Witwe Helene Engelke, die hier ein Grundstück besaß.

## Geschichte
1704 wurde die hier verlaufende Heerstraße gepflastert. Danach wurden östlich des Steintors viele Häuser an der Straße gebaut. Sie hieß zunächst Außerm Steintor, 1855 Steintorssteinstraße und seit 1870 Vor dem Steintor. Die Aufhebung der Torsperre zur Bremer Altstadt und die rechtliche Gleichstellung der Vorstädter mit den Stadtbürgern in der Mitte des 19. Jahrhunderts, machte den Umzug in die Vorstädte attraktiver. Um 1863 bis zum Jahr 1868 entstanden die weiteren Straßen am Platz und ein Straßendreieck bildete den Platz. Hier fanden kleine Märkte statt, so auch der Handel mit Ziegen, die dem Platz den Namen gab. Im Zweiten Weltkrieg gehörte die Östliche Vorstadt zu den nur sehr gering durch Bombenangriffe zerstörten Stadtteilen. Nach wie vor finden kleine Märkte auf dem Platz statt.

## Gebäude am Platz
- Vor dem Steintor Nr. 51: 3-geschossiges Wohn- und Geschäftshaus aus den 1900er Jahren.
- Vor dem Steintor Nr. 60–62: 2-geschossiges Geschäftshaus mit der Apotheke im Viertel.
- Vor dem Steintor Nr. 73: 5-geschossiges Geschäftshaus mit Supermarkt, Geschäften und 75 Wohnungen nach Plänen von Architekturbüro Holger Micheli; Neubau von 2013.[1]
- Ansonsten: 1- bis 3-geschossig Wohn- und Geschäftshäuser im Platzbereich.

Kunstobjekte
- Bronzeskulptur Ziegenbock von 1991 von Peter Miczek.[2]

## Verkehr
1879 fuhr die Große Bremer Pferdebahn als erste Linie von Walle durch die Faulenstraße, Obernstraße und Ostertorsteinweg zur Hastedter Heerstraße. 1881 kam die Ringbahn hinzu. 1900 wurde die Bremer Straßenbahn elektrifiziert. 1908 erfolgte die Einführung der Liniennummern 1 bis 8. 
Die Straßenbahnlinien 2 (Gröpelingen–Sebaldsbrück), 3 (Gröpelingen–Weserwehr) und 10 (Gröpelingen – Hauptbahnhof – Sebaldsbrück) führen seitdem im Nahverkehr in Bremen am Platz vorbei.